# Крум (Меріленд)
Крум (англ. Croom) — переписна місцевість (CDP) в США, в окрузі Графство принца Георга штату Меріленд. Населення — 2720 осіб (2020).

## Географія
Крум розташований за координатами 38°44′23″ пн. ш. 76°45′19″ зх. д. / 38.73972° пн. ш. 76.75528° зх. д. (38.739826, -76.755164).  За даними Бюро перепису населення США в 2010 році переписна місцевість мала площу 91,70 км², з яких 88,56 км² — суходіл та 3,15 км² — водойми.

## Демографія
Згідно з переписом 2010 року, у переписній місцевості мешкала 2631 особа в 956 домогосподарствах у складі 754 родин. Густота населення становила 29 осіб/км².  Було 1028 помешкань (11/км²).
Расовий склад населення:
| - 51,7 % — білих - 40,7 % — чорних або афроамериканців - 1,4 % — азіатів - 0,6 % — корінних американців - 2,7 % — осіб інших рас |

До двох чи більше рас належало 2,8 %. Частка іспаномовних становила 4,2 % від усіх жителів.
За віковим діапазоном населення розподілялося таким чином: 19,2 % — особи молодші 18 років, 63,3 % — особи у віці 18—64 років, 17,5 % — особи у віці 65 років та старші. Медіана віку мешканця становила 46,7 року. На 100 осіб жіночої статі у переписній місцевості припадало 102,1 чоловіків;  на 100 жінок у віці від 18 років та старших — 99,3 чоловіків також старших 18 років.
Середній дохід на одне домашнє господарство  становив 122 554 долари США (медіана — 110 290), а середній дохід на одну сім'ю — 127 995 доларів (медіана — 110 028). Медіана доходів становила 67 667 доларів для чоловіків та 59 432 долари для жінок. За межею бідності перебувало 6,3 % осіб, у тому числі 13,1 % дітей у віці до 18 років та 3,0 % осіб у віці 65 років та старших.
Цивільне працевлаштоване населення становило 1707 осіб. Основні галузі зайнятості: публічна адміністрація — 19,4 %, освіта, охорона здоров'я та соціальна допомога — 18,7 %, будівництво — 15,2 %.